# Pabellón municipal de A Sangriña
El Pabellón de A Sangriña es un estadio cubierto ubicado en La Guardia, Pontevedra, Galicia (España).
En el Pabellón de A Sangriña disputa sus partidos oficiales el Balonmano Guardés.
Está situado en la Avenida de Portugal y cuenta con campos reglamentarios para practicar balonmano, fútbol sala, baloncesto y voleibol.

## Historia
Inaugurado por D. Manuel Díaz Gonzalez en 1987, su aforo inicial era de 500 espectadores. 
Su primer partido internacional fue la eliminatoria de la Liga Europa de la EHF que enfrentó al Atlético Guardés contra el francés ESBF Besançon.

### Remodelación
En el año 2022 se licitó por 1.870.667,53€ la remodelación que cambió la fachada y la cubierta del pabellón, además de aumentar de 500 a 700 espectadores su capacidad. 
Las obras fueron financiadas con cargo a las diferentes instituciones: La Diputación de Pontevedra aportó 609.672,74€, la Junta de Galicia 500.000€, 385.754,11€ fueron con cargo a los fondos Next Generation y el ayuntamiento miñoto aportó los 375.240,68€ restantes. 
Además de dotarle de nuevas gradas se trabajó en la mejora de la accesibilidad para personas con discapacidad así como medidas de ergonomía, eficiencia energética y seguridad para el público general.
Se reinauguró oficialmente el 28 de enero de 2023 por D. Antonio Lomba Baz. El primer partido oficial fue un mes antes, el 10 de diciembre de 2022. Fue el partido de ida de la eliminatoria de la Copa Europea de la EHF entre el Guardés y el JuRo Unirek VZV neerlandés. El partido se saldó con un contundente triunfo por 37 a 22 del equipo español.

## Instalaciones
Cuenta con 4 vestuarios generales, 1 vestuario accesible para personas discapacidad, 1 para árbitros, 5 aseos (de los que 3 son aseos accesibles). Además tiene una zona de prensa, una zona de enfermería y control antidopaje y un comedor y un video marcador. 